# Uropoda porticensoides
Uropoda porticensoides es una especie de arácnido del orden Mesostigmata de la familia Uropodidae.

## Distribución geográfica
Se encuentra en Suiza.